# Marián Čalfa
Marián Čalfa (Trebišov, Checoslovaquia, actual Eslovaquia, 7 de mayo de 1946) es un político eslovaco que fue Primer ministro de Checoslovaquia durante y después de la Revolución de Terciopelo, así como presidente interino de facto por 19 días y facilitador de la transición de un gobierno comunista a un gobierno democrático.

## Biografía
Desde 1985 trabajó como jefe de un departamento legislativo del gobierno federal checoslovaco. En abril de 1988 fue nombrado ministro-presidente del comité legislativo. Durante la Revolución de Terciopelo, el 7 de diciembre de 1989, fue nombrado Primer ministro para suceder al desacreditado Ladislav Adamec. Aunque él mismo era miembro del Partido Comunista de Checoslovaquia (KSČ, por sus siglas en checo), su gobierno era de mayoría no comunista pues lideraba el primer gabinete en 41 años que no estaba dominado por el KSČ. Cuando el presidente Gustáv Husák renunció a su cargo poco después, el 10 de diciembre, Čalfa también asumió interinamente dicho cargo hasta la elección de Václav Havel el 29 de diciembre. Apoyó la candidatura de Havel para presidente.
El 18 de enero de 1990 él dejó el KSČ para ingresar al Público Contra la Violencia (VPN, por sus siglas en eslovaco) la contraparte eslovaca del Foro Cívico de Havel. Era el Primer ministro desde antes de la Segunda Guerra Mundial que no era comunista o compañero de ruta.
El único jefe de Gobierno no comunista antes del régimen socialista fue el socialdemócrata Zdeněk Fierlinger, era abiertamente procomunista (y posteriormente dejó su partido para unirse a los comunistas). Calfa lideró al movimiento de Havel a la victoria en las elecciones parlamentarias de 1990, las primeras elecciones libres en 44 años; cuando el VPN se disolvió en abril de 1991, Calfa, al igual que la mayoría de miembros del partido formó la Unión Cívica Democrática (ODU-VPN), de la que llegó a ser líder. Ambos gabinetes liderados por Calfa crearon cambios políticos y económicos facilitando la transición de un gobierno comunista a un sistema multipartidista y de economía de libre mercado. Calfa recibió apoyo de todos los políticos importantes como el presidente Havel y el ministro de Finanzas Václav Klaus.

## Renuncia y críticas
Čalfa renunció al gobierno federal tras la derrota del Público Contra la Violencia en las elecciones parlamentarias de 1992. Fue sucedido por Jan Stráský, que llevó a cabo la disolución de Checoslovaquia. Ese mismo año Čalfa se hizo ciudadano checo y trabajó como abogado en Praga, liderando el bufete de abogados Čalfa, Bartošík a Partneři.
Mientras era Primer ministro Čalfa ocasionalmente fue blanco de críticas por su pasado comunista. Algunos consideran de que esto es prueba de que la Revolución de Terciopelo no tuvo fin o fue usada por personas que pertenecieron a la anterior nomenklatura. Actualmente los historiadores consideran que hubo un "poder tras el trono" que contribuyó la rapidez de dicha revolución y la elección de Vaclav Havel como presidente. Usó su habilidad para negociar en momentos críticos entre los comunistas y los representantes del Foro Cívico.